# La Garnache
La Garnache ist eine französische Gemeinde mit 5.413 Einwohnern (Stand: 1. Januar 2022) im Département Vendée in der Region Pays de la Loire; sie gehört zum Arrondissement Les Sables-d’Olonne und zum Kanton Challans.
La Garnache liegt im Nordwesten der Vendée, zwischen dem Marais breton und der Atlantikküste, rund 40 km von La Roche-sur-Yon, 60 km von Nantes, Saint-Jean-de-Monts und 35 km von Noirmoutier entfernt.

## Geschichte
Die Dynastie der Herren von La Garnache trat erstmals um 1045 als Vasallen der Vizegrafen von Thouars auf; ihr Besitz erstreckte sich auf La Garnache, Beauvoir-sur-Mer, Bois-de-Céné, die Île d’Yeu, die Île de Noirmoutier, Sallertaine etc. Sechs Herren von La Garnache bauten bis 1214 an ihrer mächtigen Burg, bevor das Land nacheinander an die Herren von Belleville, das Haus Clisson und das Haus Rohan-Soubise fiel. König Ludwig XIII. ordnete schließlich den Abriss der Festung an.

### Bevölkerungsentwicklung
- 1962: 2546
- 1968: 2628
- 1975: 2807
- 1982: 3152
- 1990: 3379
- 1999: 3576
- 2006: 4202

## Sehenswürdigkeiten
Siehe auch: Liste der Monuments historiques in La Garnache
- Kirche Notre-Dame
- gotische Kapelle Saint-Léonard
- Burg

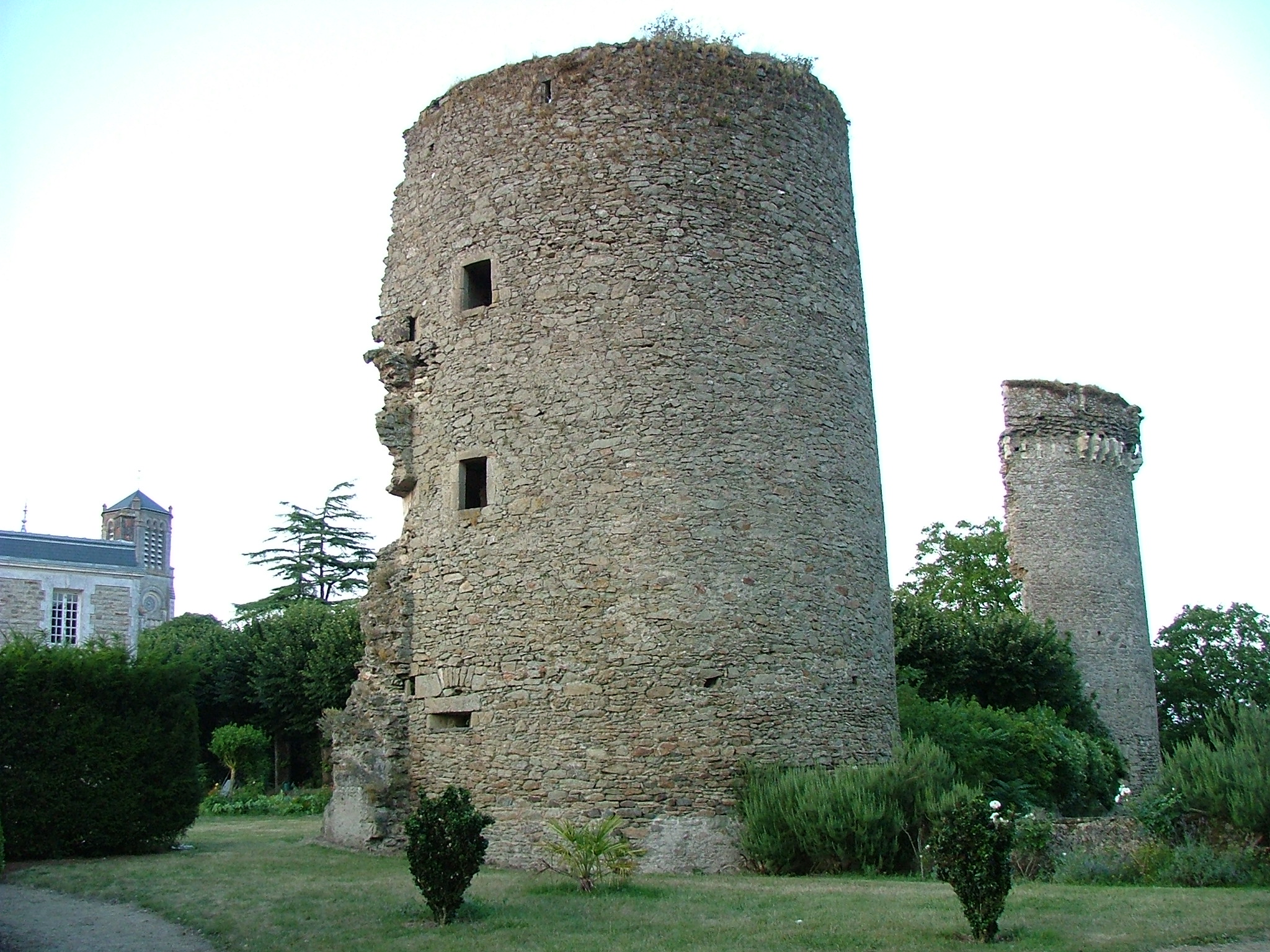
Ruine der Burg La Garnache

- Schlösser Les Planches und La Poirières (19. Jahrhundert)
- Manoir La Vieille-Fonteclose (18. Jahrhundert) (Monument historique)
- Kapelle Notre Dame de la Victoire
- Menhir „Pierre-du-Diable“ (Monument historique),
- Tumulus La Butte Cavalière, ein merowingischer Friedhof

## Persönlichkeiten
- François-Athanase Charette de la Contrie